# Тунхэ
Тунхэ́ (кит. упр. 通河, пиньинь Tōnghé) — уезд города субпровинциального значения Харбин провинции Хэйлунцзян (КНР). Название уезда происходит от реки Датунхэ.

## История
В 1906 году на этих землях был образован уезд Датун (大通县), подчинённый Иланьской управе (依兰府). Так как управляющие органы уезда размещались на северном берегу Сунгари, то в 1909 году для удобства управления земли на южном берегу Сунгари были выделены в отдельный уезд Фанчжэн.
После Синьхайской революции управа в 1913 году была ликвидирована, и уезд вошёл в состав провинции Хэйлунцзян. В процессе упорядочения названий административных единиц Китайской республики в связи с тем, что в провинции Цинхай также существовал уезд Датун, в апреле 1914 года уезд Датун провинции Хэйлунцзян был переименован в Тунхэ.
В 1931 году Маньчжурия была оккупирована японскими войсками, а в 1932 году было образовано марионеточное государство Маньчжоу-го. В 1934 году было введено деление Маньчжоу-го на 15 провинций и 1 особый город, и уезд Тунхэ оказался в составе провинции Саньцзян.
В 1945 году Маньчжурия была освобождена Советской армией. После войны правительство Китайской республики приняло программу нового административного деления Северо-Востока, и уезд Тунхэ оказался в составе провинции Хэцзян. В мае 1949 года провинция Хэцзян была присоединена к провинции Сунцзян. В 1954 году провинция Сунцзян была присоединена к провинции Хэйлунцзян. и уезд Тунхэ с 1956 года стал подчиняться Специальному району Суйхуа провинции Хэйлунцзян, а с 1958 — Специальному району Сунхуацзян. В 1960 году уезд Тунхэ был переведён в подчинение властям Харбина, в 1965 возвращён в Специальный район Сунхуацзян, с 1992 — окончательно вошёл в состав Харбина.

## Административное деление
Уезд Тунхэ делится на 6 посёлков и 2 волости.
| № | Название  | Название (кит.) | Статус  | Население чел. (2010) | На карте                         |
| - | --------- | --------------- | ------- | --------------------- | -------------------------------- |
| 1 | Тунхэ     | 通河镇          | поселок | 75098                 | 45°58′43″ с. ш. 128°44′52″ в. д. |
| 2 | Нунхэ     | 浓河镇          | поселок | 20186                 | 45°59′39″ с. ш. 128°21′39″ в. д. |
| 3 | Сяншунь   | 祥顺镇          | поселок | 18976                 | 46°03′55″ с. ш. 129°07′31″ в. д. |
| 4 | Цинхэ     | 清河镇          | поселок | 16868                 | 46°10′56″ с. ш. 129°18′43″ в. д. |
| 5 | Фулинь    | 富林乡          | волость | 15898                 | 46°01′10″ с. ш. 128°33′38″ в. д. |
| 6 | Уяпао     | 乌鸦泡镇        | поселок | 12389                 | 45°58′32″ с. ш. 128°50′59″ в. д. |
| 7 | Фэншань   | 凤山镇          | поселок | 11380                 | 46°15′37″ с. ш. 128°33′09″ в. д. |
| 8 | Саньчжань | 三站乡          | волость | 9099                  | 46°01′03″ с. ш. 128°51′29″ в. д. |